# 鍾
鍾（しょう、チョンまたはジョン）は、中国人・華人と朝鮮人が使う漢姓の一つ。

## 中国
一般的な姓で、2020年の中華人民共和国の第7回全国人口調査（国勢調査）に基づく姓氏統計によると中国で53番目に多い姓であり、563.69万人がいる。一方、台湾の2018年の統計では第34位で、153,701人がいる。
「鍾」と「鐘」は別字だが、同音で字形も似ているため、古くから混同して用いられる。簡体字では両者をまとめて「钟」に簡化した。2013年の通用規範漢字表では姓氏・人名に限って「锺」と書くとしているが、実際には「钟」と書かれることが多い。

### 著名な人物
- 鍾子期 - 春秋楚の人。「知音」の故事で知られる。
- 鍾繇 - 三国の魏の政治家・書家。
- 鍾会 - 三国時代の魏の武将・政治家。鍾繇の子。
- 鍾嶸（中国語版） - 梁の文人。『詩品』の編者。
- 鍾嗣成（中国語版） - 元の劇作家。
- ゴードン・チャン＝フー（鍾雲） - アメリカ合衆国の軍人。「鍾雲」全体が姓。
- 鍾士元 - 香港の実業家。
- アーサー・チュン（鍾亞瑟） - ガイアナの初代大統領。
- ケニー・ビー（鍾鎮濤）- 香港の歌手・俳優。
- チェリー・チェン（鍾楚紅） - 香港の女優。
- 鍾漢良（ウォレス・チョン） - 香港の歌手・俳優。
- ジリアン・チョン（鍾欣潼） - 香港の歌手・女優。
- シャーマン・チョン（鍾舒曼）- 香港の歌手・女優。
- リンダ・チョン（鍾嘉欣） - カナダ出身の香港の女優。
- 鍾承祐 - 台湾のプロ野球選手。
- 鍾睒睒 - 中国の億万長者の実業家。
- 鍾運得 - 東京の実業家(青汁・緑酵素・紅酵素)

### 架空の人物
- 鍾馗 - 道教の神。
- 鍾離 - 原神岩神モラクス

## 朝鮮
鍾（チョン）は、朝鮮人の姓の一つである。
元々中国の氏姓で宋の桓公が次男を鍾に封じて始まった姓と伝わる。朝鮮に流入した時期は不明。

### 著名な人物
- 鍾錫 - 桓公の子孫。

### 氏族
『朝鮮氏族統譜』には河陰・豊徳・通津・天安・霊岩・荳原・旌義の本貫が記録されているが、ほとんどが河陰鍾氏である。
| 氏族（本貫） | 始祖 | 人数（2015年） |
| ------------ | ---- | -------------- |
| 江華鍾氏     |      | 23             |
| 霊岩鍾氏     | 鍾錫 | 639            |

### 人口と割合
1930年国勢調査当時全国に47世帯があったが、そのうち32世帯が江華島に居住していた。
| 年度   | 人口  | 世帯数  | 順位         | 割合 |
| ------ | ----- | ------- | ------------ | ---- |
| 1930年 |       | 47世帯  |              |      |
| 1960年 |       | 119世帯 | 249姓中163位 |      |
| 1985年 | 621人 | 157世帯 | 274姓中173位 |      |
| 2000年 |       |         |              |      |
| 2015年 | 675人 |         |              |      |